# Velika nagrada Italije 1947
Velika nagrada Italije 1947 je potekala 7. septembra 1947.

## Prijavljeni
| Št | Dirkač               | Moštvo                | Konstruktor | Šasija               |
| -- | -------------------- | --------------------- | ----------- | -------------------- |
| 2  | Alessandro Gaboardi  | Alfa Romeo SpA        | Alfa Romeo  | Alfa Romeo 158       |
| 4  | Nello Pagani         | Scuderia Milan        | Maserati    | Maserati 4CL         |
| 6  | Luigi Villoresi      | Scuderia Ambrosiana   | Maserati    | Maserati 4CL         |
| 8  | Raymond Sommer       | Privatnik             | Maserati    | Maserati 4CL         |
| 10 | Lamberto Grolla      | Privatnik             | Cisitalia   | Cisitalia D46 - Fiat |
| 12 | Eugène Chaboud       | Privatnik             | Delahaye    | Delahaye 135S        |
| 14 | Pierre Levegh        | Ecurie Naphtra Course | Maserati    | Maserati 4CL         |
| 16 | Achille Varzi        | Alfa Romeo SpA        | Alfa Romeo  | Alfa Romeo 158       |
| 18 | Louis Chiron         | Enrico Platé          | Maserati    | Maserati 4CL         |
| 24 | Consalvo Sanesi      | Alfa Romeo SpA        | Alfa Romeo  | Alfa Romeo 158       |
| 26 | Prince Bira          | Scuderia Milan        | Maserati    | Maserati 4CL         |
| 28 | Giovanni Bracco      | Privatnik             | Delage      | Delage 3000          |
| 30 | Carlo Felice Trossi  | Alfa Romeo SpA        | Alfa Romeo  | Alfa Romeo 158       |
| 32 | Toulo de Graffenried | Privatnik             | Maserati    | Maserati 4CL         |
| 34 | Alberto Ascari       | Scuderia Ambrosiana   | Maserati    | Maserati 4CL         |
| 36 | "Raph"               | Ecurie Naphtra Course | Maserati    | Maserati 4CL         |
| 38 | Arialdo Ruggeri      | Scuderia Milan        | Maserati    | Maserati 4CL         |
| 42 | Gaetano dell'Acqua   | Privatnik             | Maserati    | Maserati 6CM         |
| 44 | Carlo Pesci          | Privatnik             | Maserati    | Maserati 6CM         |
| 46 | Giovanni Minozzi     | Privatnik             | Maserati    | Maserati 6CM         |
| 48 | Renato Balestrero    | Privatnik             | Maserati    | Maserati             |
| 52 | Lorenzo Arrigoni     | Privatnik             | Maserati    | Maserati 6CM         |
| 54 | Henri Louveau        | Ecurie Gersac         | Delage      | Delage D6.70         |
| 56 | Mario Porrino        | Privatnik             | Cisitalia   | Cisitalia D46 - Fiat |

## Rezultati

### Dirka
| Poz | Št | Dirkač                        | Dirkalnik      | Krogi | Čas/Odstop | Št. mesto |
| --- | -- | ----------------------------- | -------------- | ----- | ---------- | --------- |
| 1   | 30 | Carlo Felice Trossi           | Alfa Romeo     | 100   | 3:02:25.0  | 2         |
| 2   | 16 | Achille Varzi                 | Alfa Romeo     | 100   | +0.1       | 4         |
| 3   | 24 | Consalvo Sanesi               | Alfa Romeo     | 99    | +1 krog    | 1         |
| 4   | 2  | Alessandro Gaboardi           | Alfa Romeo     | 95    | +5 krogov  | 9         |
| 5   | 34 | Alberto Ascari                | Maserati       | 94    | +6 krogov  | 5         |
| 6   | 54 | Henri Louveau                 | Delage         | 91    | +9 krogov  | 22        |
| 7   | 22 | Charles Pozzi                 | Delahaye       | 89    | +11 krogov | 22        |
| 8   | 12 | Eugène Chaboud                | Delahaye       | 87    | +13 krogov | 13        |
| 9   | 44 | Carlo Pesci                   | Maserati       | 84    | +16 krogov | 21        |
| Ods | 56 | Mario Porrino                 | Cisitalia-Fiat | 56    |            | 20        |
| Ods | 52 | Lorenzo Arrigoni              | Maserati       | 56    |            | 11        |
| Ods | 10 | Lamberto Grolla               | Cisitalia-Fiat | 56    |            | 19        |
| Ods | 28 | Giovanni Bracco               | Delage         | 53    |            | 20        |
| Ods | 6  | Luigi Villoresi               | Maserati       | 53    | Zavore     | 3         |
| Ods | 42 | Gaetano dell'Acqua            | Maserati       | 23    |            | 17        |
| Ods | 8  | Raymond Sommer                | Maserati       | 20    | Motor      | 7         |
| Ods | 14 | Pierre Levegh                 | Maserati       | 6     |            | 10        |
| Ods | 36 | Raphaël Béthenod de las Casas | Maserati       | 3     | Olje       | 12        |
| Ods | 4  | Nello Pagani                  | Maserati       | 2     | Pnevmatike | 24        |
| Ods | 26 | Prince Bira                   | Maserati       | 0     | Motor      | 23        |
| DNS |    | Louis Chiron                  | Maserati       |       |            | 6         |
| DNS |    | Toulo de Graffenried          | Maserati       |       |            | 8         |

### Kvalifikacije
| Poz | Št | Dirkač                        | Moštvo         | Čas    |
| --- | -- | ----------------------------- | -------------- | ------ |
| 1   | 24 | Consalvo Sanesi               | Alfa Romeo     | 1:44.0 |
| 2   | 30 | Carlo Felice Trossi           | Alfa Romeo     | 1:44.8 |
| 3   | 6  | Luigi Villoresi               | Maserati       | 1:45.4 |
| 4   | 16 | Achille Varzi                 | Alfa Romeo     | 1:47.0 |
| 5   | 34 | Alberto Ascari                | Maserati       | 1:47.2 |
| 6   | 18 | Louis Chiron                  | Maserati       | 1:47.6 |
| 7   | 8  | Raymond Sommer                | Maserati       | 1:47.6 |
| 8   | 32 | Toulo de Graffenried          | Maserati       | 1:48.8 |
| 9   | 2  | Alessandro Gaboardi           | Alfa Romeo     | 1:51.8 |
| 10  | 14 | Pierre Levegh                 | Maserati       | 1:53.6 |
| 11  | 52 | Lorenzo Arrigoni              | Maserati       | 1:58.6 |
| 12  | 36 | Raphaël Béthenod de las Casas | Maserati       | 1:58.8 |
| 13  | 12 | Eugène Chaboud                | Delahaye       | 1:59.8 |
| 14  | 22 | Charles Pozzi                 | Delahaye       | 2:00.2 |
| 15  | 38 | Arialdo Ruggeri               | Maserati       | 2:00.8 |
| 16  | 46 | Giovanni Minozzi              | Maserati       | 2:00.8 |
| 17  | 42 | Gaetano dell'Acqua            | Maserati       | 2:01.4 |
| 18  | 28 | Giovanni Bracco               | Delage         | 2:01.5 |
| 19  | 10 | Lamberto Grolla               | Cisitalia-Fiat | 2:03.4 |
| 20  | 56 | Mario Porrino                 | Cisitalia-Fiat | 2:03.6 |
| 21  | 44 | Carlo Pesci                   | Maserati       | 2:03.8 |
| 22  | 54 | Henri Louveau                 | Delage         | 2:05.8 |
| 23  | 26 | Prince Bira                   | Maserati       | 2:06.0 |
| 24  | 4  | Nello Pagani                  | Maserati       | 2:10.0 |